# Че Гевара: Дневники мотоциклиста
«Дневники мотоциклиста» (исп. Diarios de motocicleta) — роуд-муви режиссёра Вальтера Саллеса о молодом Эрнесто Геваре, путешествующем по Южной Америке в компании своего друга Альберто Гранадо. Сценарий фильма основан на дневниках Че Гевары (Notas de viaje) и Гранадо (Con el Che por America Latina). Фильм получил множество наград и номинаций. Исполнитель роли Альберто Гранадо актёр Родриго де ла Серна является дальним родственником Че Гевары.

## Сюжет
Фильм повествует о путешествии по странам Латинской Америки, совершённом в 1952 году Эрнесто Че Геварой и его другом Альберто Гранадо. Два друга путешествуют под видом известных медиков, хотя Гевара ещё не окончил медицинский университет, а Гранадо — химик. Цель первого из них — это впечатления, авантюра путешествия, у второго более прагматичная цель — переспать со всеми женщинами Латинской Америки. В принципе это обычное road-movie, но Эрнесто (он же команданте Че Гевара) тут показывается нам не как революционер, а в первую очередь как человек, со своими переживаниями и чаяниями. Это фильм в первую очередь о дружбе, о жизни простых латиноамериканцев и о том, как под воздействием увиденного у Че Гевары зарождаются основы его революционной идеологии.
Основой для фильма послужила книга воспоминаний Че Гевары «Путешествие на мотоцикле», а также записки его друга Альберто Гранадо и материалы, полученные от вдовы Алеиды Марч. Сам 80-летний Альберто Гранадо появляется в одной из финальных сцен фильма.

## В ролях
| Актёр                | Роль                     |
| -------------------- | ------------------------ |
| Гаэль Гарсиа Берналь | Эрнесто «Стрелок» Гевара |
| Родриго де ла Серна  | Альберто «Миаль» Гранадо |
| Миа Маэстро          | Чичина                   |
| Густаво Моралес      | Феликс                   |
| Густаво Буэно        | доктор Уго Песче         |
| Жаклин Васкес        | Лус                      |
| Хорхе Чиарелья       | доктор Брешиани          |
| Антонелла Коста      | Сильвия                  |
| Альберто Гранадо     | камео                    |

## Награды и номинации

### Награды
- 2004 — три приза Каннского кинофестиваля: Приз экуменического жюри и премия Франсуа Шале (Вальтер Саллес), Технический гран-при (Эрик Готье)
- 2004 — приз зрителей кинофестиваля в Сан-Себастьяне (Вальтер Саллес)
- 2005 — премия «Оскар» за лучшую оригинальную песню (Хорхе Дрекслер, песня Al Otro Lado Del Río)
- 2005 — две премии Британской киноакадемии: лучший фильм не на английском языке (Майкл Нозик, Эдгард Тененбаум, Карен Тенхофф, Вальтер Саллес), премия имени Энтони Эсквита за музыку к фильму (Густаво Сантаолалья)
- 2005 — премия Гильдии режиссёров Великобритания за лучшую режиссуру в иностранном фильме (Вальтер Саллес)
- 2005 — премия «Гойя» за лучший адаптированный сценарий (Хосе Ривера)
- 2005 — две премии «Независимый дух»: лучшая операторская работа (Эрик Готье), лучший дебют (Родриго де ла Серна)

### Номинации
- 2004 — номинация на приз Золотая пальмовая ветвь Каннского кинофестиваля (Вальтер Саллес)
- 2004 — номинация на премию Screen International Award Европейской киноакадемии (Вальтер Саллес)
- 2005 — номинация на премию «Оскар» за лучший адаптированный сценарий (Хосе Ривера)
- 2005 — 5 номинаций на премию Британской киноакадемии: лучший фильм (Майкл Нозик, Эдгард Тененбаум, Карен Тенхофф), лучший адаптированный сценарий (Хосе Ривера), лучшая мужская роль (Гаэль Гарсиа Берналь), лучшая мужская роль второго плана (Родриго де ла Серна), лучшая операторская работа (Эрик Готье)
- 2005 — номинация на премию «Сезар» за лучший иностранный фильм (Вальтер Саллес)
- 2005 — номинация на премию «Золотой глобус» за лучший фильм на иностранном языке
- 2005 — номинация на премию Гильдии сценаристов США за лучший адаптированный сценарий (Хосе Ривера)